# Willem II van Naaldwijk
Willem Hendrikzn II van Naaldwijk (Naaldwijk, ca. 1340 - 1393) was erfmaarschalk van Holland en heer van Naaldwijk en Honselersdijk.

## Levensloop
Hij was een zoon van Hendrik II van Naaldwijk en Haze of Hadewichus van Schalkwijk. Hij werd tot ridder geslagen in 1355 door Willem V van Holland. Net als zijn grootvader Willem I van Naaldwijk, was Willem II zeer begaan met de kanunniken in Naaldwijk, in 1369 liet hij de Sint Adriaanskerk uitbreiden, waarna meerdere kanunniken zich er konden vestigen. Willem II zou er mogelijk aan hebben bijgedragen dat verschillende auteurs werken zoals de Rijmkroniek van Melis Stoke en de Cronyke van Hollandt of Chronographia van Johannes de Beke hebben gekopieerd in de Sint Adriaanskerk, terwijl hij als maarschalk aan het grafelijk hof zijn invloed kon uitoefenen.
Na het uitbreken van de Hoekse en Kabeljauwse twisten in 1350, toen hij waarschijnlijk nog minderjarig was, bekende Willem II in 1391 pas kleur door de Kabeljauwse zijde te verkiezen, een keuze die eenmalig gemaakt is in de familie, omdat de Van Naaldwijks nadien de Hoekse zijde verkozen.
Hij wordt nog vermeld in een charter als grondbezitter van enkele tienden in Monster en in het Poeldijkse land. Willem huwde met zijn nicht Sophia van Teijlingen. In een Naaldwijks leenregister staat vermeld dat dit op een vrijdag 17 mei (na Servattidag, die is vernoemd naar Servaas van Maastricht) 1370 gebeurde. Een andere bron vermeldt het jaar 1366 als huwelijksdatum. Door zijn huwelijk verwierf hij ook de lenen over Wateringen en Crayestein.
Samen kregen ze vijf kinderen:
- Baerte van Naaldwijk (1366-23-10-1405)
- Hendrik III van Naaldwijk (1367-1427)
- Haze of Haasje van Naaldwijk (1371-?)
- Wilhelmina van Naaldwijk (1375-?)
- Machteld van Naaldwijk (??-?)

## Betekenis voor Woerden
In februari 1368 werd Willem II van Naaldwijk baljuw van Rijnland en Woerden. In het begin van zijn ambtsperiode kwam hij slechts af en toe in het Land van Woerden. Maar na enkele jaren vergde de situatie aan de oostgrens zijn bijzondere aandacht. In 1371 kwam met enige verwikkelingen, in het Sticht van Utrecht een nieuwe bisschop aan het bewind, Arnoud van Hoorn. Hij  raakte in conflict met Holland en Gelre, waarbij de stad Utrecht aan zijn zijde stond. Waarschijnlijk was dit de aanleiding tot het versterken van Woerden.

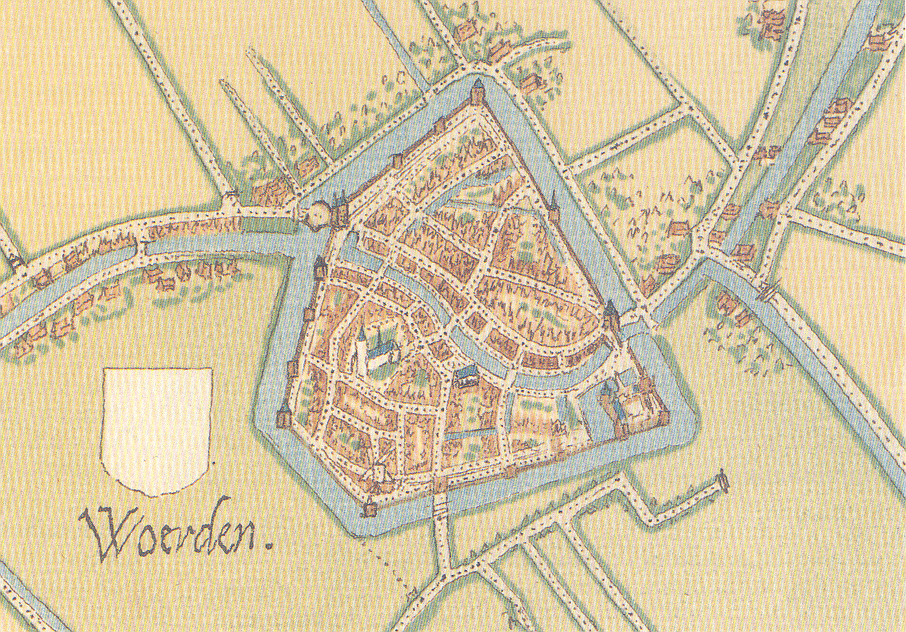
Kaart van Woerden uit 1557

In een memoriaal van het kapittel van Sint-Pancras te Leiden, waarin onder het hoofd Incidentia af en toe het belangrijke nieuws uit dit tijd werd genoteerd, staat vermeld dat door Willem van Naaldwijk in 1371 het dorp Woerden voor het eerst werd versterkt met een kleine gracht en aarden wal. Details vinden we in de rekeningen van de baljuw, waarvan er enige bewaard zijn gebleven.
Op 11 april, enkele dagen na Pasen, kwam de baljuw met een van de grafelijke raadsheren poolshoogte nemen. Daarna zond hij vanuit Leiden alvast zes schuiten met planken en een met geschut vooruit naar Bodegraven. Van 15 tot en met 20 april was de baljuw opnieuw te Woerden  en werd met het werk begonnen. Uit het gehele land van Woerden - uitgezonderd de stad Oudewater - waren mannen opgeroepen om (tegen betaling) aan de versterkingen te werken. Er werd een gracht gegraven van 416 roeden lang, dat is tussen de 1500 en 1600 meter. Dat komt ongeveer overeen met de lengte van de gracht die wij op oude stadsplattegronden zien, de latere binnengracht. Met de uitkomende grond werd een wal opgeworpen, versterkt door horden van wilgetenen die behalve te Woerden ook te Kamerik werden gekocht. De planken die uit Leiden waren aangevoerd werden gebruikt om er de wal mee te scriltramen, dat wil zeggen als palissaderen. Het geschut (donrebossen) werd aangevuld met handwapens. Daartoe werden een speermaker en een boogmaker, elk met een knecht naar Woerden ontboden, die hier wekenlang aan het werk waren.
De twintigste april vertrok de baljuw voor enige dagen, maar een week later was hij weer terug. Tot en met 5 mei werd er gewerkt aan de versterking. Toen was het werk gereed.
De bekroning van het werk was de stadsvrijheid (stadsrechten), die Woerden op 12 maart 1372 verkreeg van Albrecht van Beieren. De inwoners van Woerden hadden zich ingespannen voor de versterking en bovendien hadden zij een nieuwe taak gekregen: de verdediging van Hollands oostgrens. Daar stelde hertog Albrecht enige rechten tegenover. Op Sint-Gregoriusdag 1371 ondertekende hij een oorkonde, waarin stond dat dat wij om dienst wille, die ons onse goede lude van Woerden ghedaen hebben en noch doen sullen, hun ghegheven hebben ende gheven sulcke vrijhede ende recht alse hiernae gescreven staet.
De datum vraagt om enige toelichting: er staat Sint-Gregoriusdag 1371, want aan het hof van hertog Albrecht gold de paasstijl. Dat wil zeggen dat men het nieuwe jaar op Pasen begon. Pasen viel dat jaar op 6 april, zodat het op Sint Gregoriusdag naar onze begrippen reeds 1372 was.

## Overlijden
Willem van Naaldwijk stierf op 15 mei 1393. Het kapittel van Naaldwijk herdacht hem onder meer in aandoenlijke verzen:

Doe men screef dertienhondert jaer

Drie ende tneghentich, weet voer waer

In meye vijftijn daghe

Doe hoerde ic vriende ende maghe

Bewenen Willem van Naeldwijcs doot

God help sijn ziel in Abrahams scoot.

Amen.

## Trivia
In Woerden is een Willem van Naaldwijkstraat in de bloemenbuurt.

Wapen van Willem van Naaldwijk